# Marko Grilc
Pour les articles homonymes, voir Grilc.
Marko Grilc, né le 7 juillet 1983 à Ljubljana et mort le 23 novembre 2021, est un snowboardeur slovène spécialisé dans les épreuves de big air.
Au cours de sa carrière, il a participé à quatre mondiaux dont sa meilleure performance est une septième place en big air en 2011 à La Molina, et en coupe du monde, il est monté à quatre reprises sur un podium.

## Palmarès

### Championnats du monde
| Édition/Discipline | Snowboardcross | Half pipe | Big air | Slopestyle |
| Mondiaux 2003      | Abandon        | 39e       | 34e     | -          |
| Mondiaux 2008      | -              | -         | 14e     | -          |
| Mondiaux 2011      | -              | -         | 7e      | -          |
| Mondiaux 2013      | -              | -         | -       | 67e        |

### Coupe du monde
- Meilleur classement général : 43e en 2009.
- Meilleur classement de big air : 2e en 2009.
- 4 podiums en big air dont 1 victoire à Londres, le 30 octobre 2010.